# 살북
《살북》(Sal)은 작가들끼리의 한정 통신 판매로부터 시작한 무크지 형식의 만화 잡지이다. 2008년 10월에 발행 예정인 《살북》 3호부터는 정식으로 출판 법인 등록을 마치고, ISBN 코드를 받아서 기존의 통신 판매 외에, 한양문고에서의 판매를 계획하고 있다.

## 《살북》의 역사
《살북》은 김성희, 권용득 작가 등 친한 만화가들끼리 술자리에서 제안된 계획이었다. 최근 만화 지면의 축소로 인해 단편을 발표한 기회가 줄어들었던 만화가들은, 스스로 잡지를 발행하기로 결의하였고 급기야는 진짜로 잡지를 내기에 이른다. 2007년 4월, 200부 한정판으로 발매된 《살북》 1호는 한 달 만에 매진되었으며, 그로 인하여 탄력을 받은 만화가들은 그해 12월 400부 한정판으로 《살북》 2호를 발행하였으며, 1호의 인기를 이어받아 매진되었다. 《살북》의 연이은 인기로 인해서, 《살북》에 참여한 만화가들은 2008 SICAF(서울국제만화애니메이션페스티벌)의 〈만화포차〉, BICOF(부천국제만화축제)의 〈살살토크〉, 〈유쾌한 만화씨, 어디쯤 오셨나요?〉 등의 행사에도 참여받기도 했다.

## 《살북》의 특이한 유통
《살북》은 기존의 서점에서 잡지를 유통하는 방식대신, 잡지에 참여한 작가들의 블로그에서 직접 작가들이 통신 판매를 하는 방식으로 팔렸다. 하지만, 3호부터는 더 많은 독자들을 만나기 위해 제한적으로 한양문고에서만 오프라인 판매를 할 예정이다.

## 역대 발간 《살북》 수록작
| - 우리 얘기 좀 해요. / 권용득 - 뭐라고 해야 하나. / 최은영 - 나의 학교 / 앙꼬 - 만성편견 / 서재원 - 엄마 등 밀어 줄까? / 정남선 - 이태원 어른 놀이 / 마영신 - 이기적이고 속좁은 트라이앵글 / 김성희 - 강한동물 / 백종민 - 풍선 / 김수박 | - 우리 얘기 좀 해요 "투" / 권용득 - 나의 하루 / 앙꼬 - Eve in the Wolfsburg / 서재원 - 어떤 휴일 / 정남선 - 밤의 문 / 박윤선 - 바람 머리 / 최은영 - 자유 / 유창창 - '비선형 동역학'과 누더기 박사 / 백종민 - 이팔청춘 / 마영신 - 마이 페니레인 / 송아람 - 스노우 라이딩 / 박형동 - 어머니의 텃밭 / 김성희 - 자주 하는 생각 / 유창창 - 잠만 자고 싶어 / 김수박 |